# NGC 5517
NGC 5517 est une galaxie spirale relativement éloignée et située dans la constellation du Bouvier. Sa vitesse par rapport au fond diffus cosmologique est de 8 525 ± 13 km/s, ce qui correspond à une distance de Hubble de 125,7 ± 8,8 Mpc (∼410 millions d'al). NGC 5517 a été découverte par l'astronome français Édouard Stephan en 1882.
Toutes les sources consultées, sauf celle du professeur Seligman, classifient NGC 5517 comme une galaxie lenticulaire. Pourtant, l'image obtenue du relevé SDSS montre assez clairement la présence de bras spiraux.
Selon la base de données Simbad, NGC 5517 est une galaxie active de type Seyfert 2.